# Campeonato de Tercera División 2024 (Argentina)
El Campeonato de Tercera División 2024 fue la septuagésima quinta edición del campeonato en la era profesional.
Fue disputado por las reservas de los clubes directamente afiliados de la Primera Nacional, y de los clubes de Primera B y Primera C, divididos en tres torneos exclusivos para cada categoría. Nuevamente participó Camioneros del Federal A y Promocional Amateur junto a los equipos del Nacional.
Se consagraron campeones Atlanta por la Tercera Nacional, Flandria por la Tercera B,, y Defensores de Cambaceres por la Tercera C.

## Equipos participantes

### Tercera Nacional
| Equipo                 | Localidad            | Estadio                       | Capacidad |
| ---------------------- | -------------------- | ----------------------------- | --------- |
| Agropecuario           | Carlos Casares       | Ofelia Rosenzuaig             | 8000      |
| All Boys               | Buenos Aires         | Islas Malvinas                | 21 500    |
| Almagro                | José Ingenieros      | Tres de Febrero               | 19 000    |
| Almirante Brown        | San Justo            | Fragata Presidente Sarmiento  | 25 000    |
| Arsenal                | Sarandí              | Julio Humberto Grondona       | 16 300    |
| Atlanta                | Buenos Aires         | Don León Kolbowsky            | 18 000    |
| Brown                  | Adrogué              | Lorenzo Arandilla             | 4500      |
| Camioneros             | Nueve de Abril       | Hugo Moyano                   | 5000      |
| Chacarita Juniors      | Villa Maipú          | Chacarita Juniors             | 26 530    |
| Defensores de Belgrano | Buenos Aires         | Juan Pasquale                 | 10 000    |
| Defensores Unidos      | Zárate               | Mario Losinno                 | 6000      |
| Deportivo Morón        | Morón                | Nuevo Francisco Urbano        | 32 000    |
| Estudiantes            | Caseros              | Ciudad de Caseros             | 16 740    |
| Ferro Carril Oeste     | Buenos Aires         | Arquitecto Ricardo Etcheverri | 24 442    |
| Nueva Chicago          | Buenos Aires         | Nueva Chicago                 | 25 000    |
| Quilmes                | Quilmes              | Centenario Ciudad de Quilmes  | 32 200    |
| San Miguel             | Los Polvorines       | Malvinas Argentinas           | 7176      |
| San Telmo              | Isla Maciel          | Doctor Osvaldo Baletto        | 10 000    |
| Talleres               | Remedios de Escalada | Pablo Comelli                 | 13 000    |
| Temperley              | Turdera              | Alfredo Beranger              | 26 000    |
| Tristán Suárez         | Tristán Suárez       | 20 de Octubre                 | 7500      |

#### Distribución geográfica de los equipos
| Jurisdicción                             | Cant. | Equipos |
| ---------------------------------------- | ----- | --- |
| Conurbano bonaerense                     | 14    | Almagro, Almirante Brown, Arsenal, Brown de Adrogué, Camioneros, Chacarita Juniors, Deportivo Morón, Estudiantes, Quilmes, San Miguel, San Telmo, Talleres, Temperley y Tristán Suárez. |
| Ciudad de Buenos Aires                   | 5     | All Boys, Atlanta, Defensores de Belgrano, Ferro Carril Oeste y Nueva Chicago. |
| Interior de la provincia de Buenos Aires | 2     | Agropecuario, Defensores Unidos |

### Tercera B
| Equipo               | Localidad           | Estadio                       | Capacidad |
| -------------------- | ------------------- | ----------------------------- | --------- |
| Acassuso             | Boulogne            | La Quema                      | 800       |
| Argentino de Merlo   | Merlo               | Argentino de Merlo            | 11 000    |
| Argentino de Quilmes | Quilmes             | Argentino de Quilmes          | 7 000     |
| Cañuelas             | Cañuelas            | Jorge Arin                    | 1 500     |
| Colegiales           | Munro               | Libertarios Unidos            | 6 500     |
| Comunicaciones       | Buenos Aires        | Alfredo Ramos                 | 3 500     |
| Deportivo Armenio    | Ingeniero Maschwitz | Armenia                       | 10 500    |
| Deportivo Laferrere  | Laferrere           | Ciudad de Laferrere           | 13 000    |
| Deportivo Merlo      | Parque San Martín   | José Manuel Moreno            | 10 000    |
| Dock Sud             | Dock Sud            | De Los Inmigrantes            | 5 000     |
| Excursionistas       | Buenos Aires        | Excursionistas                | 7 200     |
| Fénix                | Buenos Aires        | No posee                      | -         |
| Ferrocarril Midland  | Libertad            | Ciudad de Libertad            | 6 000     |
| Flandria             | Jáuregui            | Carlos V                      | 5 000     |
| Liniers              | San Justo           | Juan Antonio Arias            | 3 500     |
| Los Andes            | Lomas de Zamora     | Eduardo Gallardón             | 35 000    |
| Sacachispas          | Buenos Aires        | Beto Larrosa                  | 4 000     |
| San Martín           | Burzaco             | Francisco Boga                | 6 500     |
| Sportivo Italiano    | Ciudad Evita        | República de Italia           | 7 000     |
| UAI Urquiza          | Villa Lynch         | Monumental de Villa Lynch     | 1 000     |
| Villa Dálmine        | Campana             | El Coliseo de Mitre y Puccini | 11 250    |
| Villa San Carlos     | Berisso             | Genacio Sálice                | 4 000     |

| 1. 2. 3. |

#### Distribución geográfica de los equipos
| Jurisdicción                             | Cant. | Equipos |
| ---------------------------------------- | ----- | --- |
| Conurbano bonaerense                     | 14    | Acassuso, Argentino de Merlo, Argentino de Quilmes, Colegiales, Deportivo Armenio, Deportivo Laferrere, Deportivo Merlo, Dock Sud, Ferrocarril Midland, Liniers, Los Andes, San Martín (B), Sportivo Italiano y UAI Urquiza |
| Ciudad de Buenos Aires                   | 4     | Comunicaciones, Excursionistas, Fénix y Sacachispas |
| Interior de la provincia de Buenos Aires | 3     | Cañuelas, Flandria y Villa Dálmine |
| Gran La Plata                            | 1     | Villa San Carlos |

### Tercera C
| Equipo                   | Ciudad            | Estadio                    | Capacidad |
| ------------------------ | ----------------- | -------------------------- | --------- |
| Argentino                | Rosario           | José Martín Olaeta         | 6800      |
| Atlas                    | General Rodríguez | Ricardo Puga               | 2500      |
| Berazategui              | Berazategui       | Norman Lee                 | 10. 000   |
| Central Ballester        | José León Suárez  | Predio Cacique             | 1100      |
| Centro Español           | Villa Sarmiento   | No posee                   | -         |
| Claypole                 | Claypole          | Rodolfo Capocasa           | 3000      |
| Defensores de Cambaceres | Ensenada          | 12 de Octubre              | 8500      |
| Deportivo Español        | Buenos Aires      | Nueva España               | 32 500    |
| Deportivo Paraguayo      | Buenos Aires      | No posee                   | -         |
| El Porvenir              | Gerli             | Gildo Francisco Ghersinich | 14 000    |
| General Lamadrid         | Buenos Aires      | Enrique Sexto              | 3500      |
| Ituzaingó                | Ituzaingó         | Carlos Sacaan              | 3500      |
| Justo José de Urquiza    | Loma Hermosa      | Ramón Roque Martín         | 2500      |
| Juventud Unida           | San Miguel        | Ciudad de San Miguel       | 3200      |
| Leandro N. Alem          | General Rodríguez | Leandro N. Alem            | 4000      |
| Lugano                   | Tapiales          | José María Moraños         | 1500      |
| Luján                    | Luján             | 1.º de Abril               | 2000      |
| Muñiz                    | Muñiz             | No posee                   | -         |
| Puerto Nuevo             | Campana           | Rubén Carlos Vallejos      | 1000      |
| Real Pilar               | Pilar             | Carlos Barraza             | 10 000    |
| Sportivo Barracas        | Buenos Aires      | No posee                   | -         |
| Victoriano Arenas        | Valentín Alsina   | Saturnino Moure            | 1500      |
| Yupanqui                 | Ciudad Evita      | Ciudad Evita               | 700       |

| 1. 2. 3. 4. |

#### Distribución geográfica de los equipos
| Jurisdicción                             | Cant. | Equipos |
| ---------------------------------------- | ----- | --- |
| Conurbano bonaerense                     | 12    | Berazategui, Central Ballester, Centro Español, Claypole, El Porvenir, Ituzaingó, J. J. de Urquiza, Juventud Unida, Lugano, Muñiz, Victoriano Arenas y Yupanqui |
| Interior de la provincia de Buenos Aires | 5     | Atlas, Leandro N. Alem, Luján, Puerto Nuevo y Real Pilar |
| Ciudad de Buenos Aires                   | 4     | Deportivo Español, Deportivo Paraguayo, General Lamadrid y Sportivo Barracas                                                                                    |
| Ciudad de Rosario                        | 1     | Argentino |
| Gran La Plata                            | 1     | Defensores de Cambaceres |

## Sistema de disputa

### Tercera Nacional
El certamen se dividió en dos etapas:
- Primera Etapa: los equipos se enfrentaron bajo el sistema de todos contra todos a una rueda. El ganador avanzó a la final del certamen.[11]
- Segunda Etapa: Los equipos se dividieron en tres zonas de cinco equipos cada una y una zona de seis equipos, donde se enfrentaron bajo el sistema de todos contra todos a una rueda. El mejor de cada zona avanzó a la fase final, donde se enfrentaron a eliminación directa, ejerciendo de local el equipo con mejor promedio de puntos de la etapa, hasta definir al ganador. En caso de empate en goles en semifinales, avanzó el equipo que ejerció de local; y, en el caso de la final, se ejecutaron tiros desde el punto penal.[11]
- Final: Los finalistas se enfrentaron a partido único en campo de juego neutral. El ganador se consagró campeón.

### Tercera B
El certamen se dividió en dos etapas:
- Primera Etapa: Los equipos se enfrentaron bajo el sistema de todos contra todos a una rueda. El ganador clasificó a la final.[25]
- Segunda Etapa: Los equipos se dividieron en dos zonas de once equipos cada una, donde se enfrentaron bajo el sistema de todos contra todos a una rueda. Los ganadores se enfrentaron a partido único en estadio neutral, y el ganador se clasificó a la final. En caso de empate en goles, se ejecutaron tiros desde el punto penal.[25]
- Final: Los finalistas se enfrentaron a único partido en estadio neutral. En caso de empate en goles, se ejecutaron tiros desde el punto penal. El ganador se consagró campeón.

### Tercera C
Los equipos se enfrentaron bajo el sistema de todos contra todos a una rueda. Los siete mejores posicionados avanzaron a la fase final, avanzando directamente a semifinales el mejor posicionado.
- Fase final: Los clasificados se enfrentaron a eliminación directa a único partido, ejerciendo de local el equipo mejor posicionado en las primeras instancias, y en estadio neutral en la final. En caso de empate en goles, se ejecutaron tiros desde el punto penal. El ganador se consagró campeón.[26]

## Tercera Nacional

### Primera Etapa
| Pos. | Equipo                 | Pts. | J  | DG  |
| ---- | ---------------------- | ---- | -- | --- |
| 1.°  | Atlanta                | 45   | 20 | 23  |
| 2.°  | Agropecuario           | 38   | 20 | 14  |
| 3.°  | Quilmes                | 38   | 20 | 11  |
| 4.°  | Nueva Chicago          | 35   | 20 | 8   |
| 5.°  | Talleres               | 35   | 20 | 6   |
| 6.°  | Defensores de Belgrano | 34   | 20 | 6   |
| 7.°  | Arsenal                | 33   | 20 | 10  |
| 8.°  | All Boys               | 31   | 20 | 9   |
| 9.°  | San Telmo              | 29   | 20 | 4   |
| 10.° | Temperley              | 29   | 20 | -2  |
| 11.° | Dep. Morón             | 28   | 20 | 1   |
| 12.° | Ferro Carril Oeste     | 27   | 20 | 5   |
| 13.° | Estudiantes            | 27   | 20 | -2  |
| 14.° | Chacarita Juniors      | 26   | 20 | -2  |
| 15.° | Tristán Suárez         | 23   | 20 | -5  |
| 16.° | San Miguel             | 23   | 20 | -10 |
| 17.° | Defensores Unidos      | 21   | 20 | -7  |
| 18.° | Brown                  | 21   | 20 | -7  |
| 19.° | Camioneros             | 11   | 20 | -24 |
| 20.° | Almagro                | 10   | 20 | -18 |
| 21.° | Almirante Brown        | 10   | 20 | -20 |

|  | Clasificado a la final. |

### Segunda Etapa

#### Zona 1
| Pos. | Equipo          | Pts. | J | DG |
| ---- | --------------- | ---- | - | -- |
| 1.°  | Atlanta         | 12   | 4 | 8  |
| 2.°  | Estudiantes     | 7    | 4 | 4  |
| 3.°  | Almirante Brown | 4    | 4 | -2 |
| 4.°  | Brown           | 3    | 4 | -6 |
| 5.°  | San Telmo       | 2    | 4 | -4 |

|  | Clasificado a la fase final. |

#### Zona 2
| Pos. | Equipo             | Pts. | J | DG |
| ---- | ------------------ | ---- | - | -- |
| 1.°  | Ferro Carril Oeste | 10   | 4 | 6  |
| 2.°  | Agropecuario       | 10   | 4 | 3  |
| 3.°  | All Boys           | 6    | 4 | 1  |
| 4.°  | San Miguel         | 3    | 4 | -2 |
| 5.°  | Almagro            | 0    | 4 | -8 |

|  | Clasificado a la fase final. |

#### Zona 3
| Pos. | Equipo         | Pts. | J | DG |
| ---- | -------------- | ---- | - | -- |
| 1.°  | Talleres       | 13   | 5 | 4  |
| 2.°  | Quilmes        | 10   | 5 | 12 |
| 3.°  | Camioneros     | 7    | 5 | -7 |
| 4.°  | Dep. Morón     | 4    | 4 | -4 |
| 5.°  | Arsenal        | 3    | 5 | -2 |
| 6.°  | Tristán Suárez | 1    | 4 | -3 |

|  | Clasificado a la fase final. |

#### Zona 4
| Pos. | Equipo                 | Pts. | J | DG |
| ---- | ---------------------- | ---- | - | -- |
| 1.°  | Chacarita Juniors      | 8    | 4 | 5  |
| 2.°  | Temperley              | 6    | 4 | 3  |
| 3.°  | Nueva Chicago          | 6    | 4 | 1  |
| 4.°  | Defensores de Belgrano | 4    | 4 | -2 |
| 5.°  | Defensores Unidos      | 1    | 4 | -7 |

|  | Clasificado a la fase final. |

#### Fase final
|  | Semifinales        | Semifinales        | Semifinales       |                   |          | Final    | Final | Final |  |
|  |                    |                    |                   |                   |          |          |       |       |  |
|  |                    |                    |                   |                   |          |          |       |       |  |
|  | Talleres           | Talleres           | 0 (3)             |                   |          |          |       |       |  |
|  | Talleres           | Talleres           | 0 (3)             |                   |          |          |       |       |  |
|  | Ferro Carril Oeste | Ferro Carril Oeste | 0 (1)             |                   |          |          |       |       |  |
|  | Ferro Carril Oeste | Ferro Carril Oeste | 0 (1)             |                   | Talleres | Talleres | 0     |       |  |
|  |                    |                    |                   |                   | Talleres | Talleres | 0     |       |  |
|  |                    |                    | Chacarita Juniors | Chacarita Juniors | 2        |          |       |       |  |
|  | Atlanta            | Atlanta            | Chacarita Juniors | Chacarita Juniors | 2        | 0        |       |       |  |
|  | Atlanta            | Atlanta            |                   |                   |          | 0        |       |       |  |
|  | Chacarita Juniors  | Chacarita Juniors  | 2                 |                   |          |          |       |       |  |
|  | Chacarita Juniors  | Chacarita Juniors  | 2                 |                   |          |          |       |       |  |
|  |                    |                    |                   |                   |          |          |       |       |  |

### Final
| 21 de noviembre de 2024 | Atlanta | 0:0 (3:2 p.) | Chacarita Juniors | Estadio Lorenzo Arandilla, Adrogué |                               |
| 9:00                    |         | Reporte      |                   | Árbitro(s): Valentín Bocaccia      | Árbitro(s): Valentín Bocaccia |

|                             |
|                             |
| Campeón Atlanta 3.er título |

## Tercera B

### Primera Etapa
| Pos. | Equipo               | Pts. | J  | DG  |
| ---- | -------------------- | ---- | -- | --- |
| 1.°  | Flandria             | 45   | 21 | 27  |
| 2.°  | Cañuelas             | 44   | 21 | 28  |
| 3.°  | UAI Urquiza          | 40   | 21 | 21  |
| 4.°  | Dock Sud             | 40   | 21 | 12  |
| 5.°  | Argentino (M)        | 38   | 21 | 14  |
| 6.°  | Excursionistas       | 37   | 21 | 29  |
| 7.°  | Argentino de Quilmes | 36   | 21 | 13  |
| 8.°  | Merlo                | 34   | 21 | 11  |
| 9.°  | Comunicaciones       | 34   | 21 | 6   |
| 10.° | Colegiales           | 33   | 21 | 7   |
| 11.° | Villa San Carlos     | 30   | 21 | 7   |
| 12.° | Villa Dálmine        | 30   | 21 | -1  |
| 13.° | Los Andes            | 25   | 21 | 3   |
| 14.° | Acassuso             | 25   | 21 | -5  |
| 15.° | Italiano             | 23   | 21 | -4  |
| 16.° | Ferrocarril Midland  | 23   | 21 | -8  |
| 17.° | Fénix                | 22   | 21 | -20 |
| 18.° | Liniers              | 21   | 21 | -13 |
| 19.° | Sacachispas          | 18   | 21 | -8  |
| 20.° | San Martín           | 17   | 21 | -32 |
| 21.° | Armenio              | 14   | 21 | -23 |
| 22.° | Deportivo Laferrere  | 14   | 21 | -60 |

|  | Clasificado a la final. |

### Segunda Etapa

#### Zona 1
| Pos. | Equipo               | Pts. | J  | DG  |
| ---- | -------------------- | ---- | -- | --- |
| 1.°  | Flandria             | 22   | 10 | 16  |
| 2.°  | UAI Urquiza          | 20   | 10 | 8   |
| 3.°  | Los Andes            | 19   | 10 | 9   |
| 4.°  | Argentino (M)        | 18   | 10 | 3   |
| 5.°  | Fénix                | 12   | 10 | 1   |
| 6.°  | Villa San Carlos     | 12   | 10 | 0   |
| 7.°  | Argentino de Quilmes | 12   | 10 | -7  |
| 8.°  | Comunicaciones       | 10   | 10 | -3  |
| 9.°  | Sacachispas          | 10   | 10 | -5  |
| 10.° | Armenio              | 5    | 10 | -11 |
| 11.° | Italiano             | 4    | 10 | -11 |

|  | Clasificado a la final. |

#### Zona 2
| Pos. | Equipo              | Pts. | J  | DG  |
| ---- | ------------------- | ---- | -- | --- |
| 1.°  | Colegiales          | 28   | 10 | 15  |
| 2.°  | Acassuso            | 21   | 10 | 11  |
| 3.°  | Excursionistas      | 18   | 10 | 9   |
| 4.°  | Dock Sud            | 16   | 10 | 10  |
| 5.°  | Merlo               | 16   | 10 | 5   |
| 6.°  | Ferrocarril Midland | 12   | 10 | 2   |
| 7.°  | Villa Dálmine       | 12   | 10 | -4  |
| 8.°  | Cañuelas            | 9    | 10 | -8  |
| 9.°  | Liniers             | 9    | 10 | -8  |
| 10.° | Deportivo Laferrere | 6    | 10 | -10 |
| 11.° | San Martín          | 4    | 10 | -22 |

|  | Clasificado a la final. |

#### Final
| 4 de diciembre de 2024 | Flandria  | 1:1 (0:1) | Colegiales   | Estadio Juan Antonio Arias, San Justo |  |
| 17:00                  | Notta 88' | Reporte   | 30' Zeballos |                                       |  |

### Final
| 13 de diciembre de 2024 | Flandria   | 1:0     | Colegiales | Estadio José Manuel Moreno, Merlo |  |
|                         | Anacaratti | Reporte |            |                                   |  |

|                              |
|                              |
| Campeón Flandria 1.er título |

## Tercera C

### Clasificación
| Pos. | Equipo                   | Pts. | J  | DG  |
| ---- | ------------------------ | ---- | -- | --- |
| 1.°  | Argentino (R)            | 56   | 22 | 36  |
| 2.°  | Real Pilar               | 49   | 22 | 43  |
| 3.°  | Defensores de Cambaceres | 47   | 22 | 33  |
| 4.°  | Deportivo Paraguayo      | 45   | 22 | 22  |
| 5.°  | Berazategui              | 42   | 22 | 22  |
| 6.°  | Sp. Barracas             | 38   | 22 | 14  |
| 7.°  | Luján                    | 35   | 22 | 9   |
| 8.°  | El Porvenir              | 35   | 22 | 6   |
| 9.°  | Puerto Nuevo             | 32   | 22 | 9   |
| 10.° | Ituzaingó                | 32   | 22 | 4   |
| 11.° | Claypole                 | 29   | 21 | 7   |
| 12.° | Justo José de Urquiza    | 28   | 22 | -2  |
| 13.° | Dep. Español             | 28   | 22 | -2  |
| 14.° | Central Ballester        | 26   | 22 | -20 |
| 15.° | Lugano                   | 24   | 22 | -17 |
| 16.° | General Lamadrid         | 24   | 22 | -20 |
| 17.° | Yupanqui                 | 23   | 22 | -17 |
| 18.° | Leandro N. Alem          | 22   | 20 | -3  |
| 19.° | Español                  | 22   | 22 | -20 |
| 20.° | Victoriano Arenas        | 21   | 22 | -17 |
| 21.° | Juventud Unida           | 17   | 21 | -18 |
| 22.° | Muñiz                    | 17   | 22 | -33 |
| 23.° | Atlas                    | 13   | 22 | -36 |

|  | Clasificado a semifinales.      |
|  | Clasificado a cuartos de final. |

### Fase final
|  | Cuartos de final         | Cuartos de final         | Cuartos de final         |                          |            | Semifinales | Semifinales | Semifinales |  |               | Final         | Final | Final |  |
|  |                          |                          |                          |                          |            |             |             |             |  |               |               |       |       |  |
|  |                          |                          |                          |                          |            |             |             |             |  |               |               |       |       |  |
|  |                          |                          |                          |                          |            |             |             |             |  |               |               |       |       |  |
|  |                          |                          |                          |                          |            |             |             |             |  |               |               |       |       |  |
|  |                          |                          |                          |                          |            |             |             |             |  |               |               |       |       |  |
|  |                          | Argentino (R)            | Argentino (R)            | 1                        |            |             |             |             |  |               |               |       |       |  |
|  |                          |                          |                          | 1                        |            |             |             |             |  |               |               |       |       |  |
|  |                          |                          | Berazategui              | Berazategui              | 0          |             |             |             |  |               |               |       |       |  |
|  | Deportivo Paraguayo      | Deportivo Paraguayo      | Berazategui              | Berazategui              | 0          | 0           |             |             |  |               |               |       |       |  |
|  | Deportivo Paraguayo      | Deportivo Paraguayo      |                          |                          |            |             |             |             |  |               |               |       |       |  |
|  | Berazategui              | Berazategui              | 3                        |                          |            |             |             |             |  |               |               |       |       |  |
|  | Berazategui              | Berazategui              | 3                        |                          |            |             |             |             |  | Argentino (R) | Argentino (R) | 0     |       |  |
|  |                          |                          |                          |                          |            |             |             |             |  | Argentino (R) | Argentino (R) | 0     |       |  |
|  |                          |                          | Defensores de Cambaceres | Defensores de Cambaceres | 1          |             |             |             |  |               |               |       |       |  |
|  | Real Pilar               | Real Pilar               | Defensores de Cambaceres | Defensores de Cambaceres | 1          | 1           |             |             |  |               |               |       |       |  |
|  | Real Pilar               | Real Pilar               |                          |                          |            |             |             |             |  |               |               |       |       |  |
|  | Luján                    | Luján                    | 1                        |                          |            |             |             |             |  |               |               |       |       |  |
|  | Luján                    | Luján                    | 1                        |                          | Real Pilar | Real Pilar  | 0           |             |  |               |               |       |       |  |
|  |                          |                          |                          |                          | Real Pilar | Real Pilar  | 0           |             |  |               |               |       |       |  |
|  |                          |                          | Defensores de Cambaceres | Defensores de Cambaceres | 1          |             |             |             |  |               |               |       |       |  |
|  | Defensores de Cambaceres | Defensores de Cambaceres | Defensores de Cambaceres | Defensores de Cambaceres | 1          | 3           |             |             |  |               |               |       |       |  |
|  | Defensores de Cambaceres | Defensores de Cambaceres |                          |                          |            |             |             |             |  |               |               |       |       |  |
|  | Sp. Barracas             | Sp. Barracas             | 1                        |                          |            |             |             |             |  |               |               |       |       |  |
|  | Sp. Barracas             | Sp. Barracas             | 1                        |                          |            |             |             |             |  |               |               |       |       |  |
|  |                          |                          |                          |                          |            |             |             |             |  |               |               |       |       |  |

|                                              |
|                                              |
| Campeón Defensores de Cambaceres 1.er título |